# Coustouge
Coustouge es una localidad  y comuna francesa, situada en el departamento del Aude en la región de Languedoc-Rosellón, en la región de las Corbières.
A sus habitantes se les conoce por el gentilicio Coustougeois.

## Demografía
| 107 | 128 | 105 | 101 | 76 | 73 |
| Para los censos de 1962 a 1999 la población legal corresponde a la población sin duplicidades (Fuente: INSEE [Consultar]) |     |     |     |    |    |

(Población sans doubles comptes según la metodología del INSEE).

## Lugares de interés
- Museo del paleolítico.